# About some Precious Oldies
Pour les articles homonymes, voir ASPO.
ASPO, acronyme de About Some Precious Oldies (À propos de quelques vieilleries précieuses en français), est un collectif musical créé à Bordeaux dans les années 1990 autour de la pratique des musiques jamaïcaines, ska et rocksteady essentiellement, et devenu un groupe à part entière ainsi qu'un orchestre d'accompagnement d'artistes jamaïcains en tournée.

## Historique
A l'hiver 1996 - 1997, d'abord une poignée puis rapidement une douzaine de musiciens prennent l'habitude de se retrouver dans les bars des quartiers populaires Saint-Michel et des Capucins de Bordeaux pour y organiser des répétitions en public, des « bœufs » de ska-rocksteady dans le pur style jamaïcain des années 1960, qui tournent rapidement au concert-fiesta hebdomadaire.
Devant le succès populaire de ces soirées et l'amicale pression de leur entourage, les musiciens décident de donner une forme pérenne au collectif, malgré leurs engagements respectifs dans divers groupes déjà constitués et reconnus pour la plupart. Pour choisir le nom du groupe, ils hésitent d'abord entre Saint-Michel Ska Paradise Orchestra (en référence au Tokyo Ska Paradise Orchestra) et Saint-Michel Ska-Jazz Ensemble (en hommage au New York Ska-Jazz Ensemble), du nom du quartier où ont lieu les « bœufs » et qui est aussi celui des locaux de répétition et autres lieux associatifs où sont basés les groupes des membres du collectif ; ce sera finalement ASPRO puis ASPO pour la forme définitive (initialement Acoustic Ska Paradise Orchestra, puis About Some Precious Oldies).
Avec sa grande section de cuivres et son orchestration complète, le collectif atteint rapidement le nombre mirobolant de 16 membres, tous issus de groupes reconnus de la scène rock et reggae bordelaise (Les Hurlements d'Léo, Improvisators Dub, Rageous Gratoons, Edgar de l'Est, The Sleepers...) et qui rejoignent ASPO tout en continuant de jouer dans leurs groupes respectifs.
En novembre 1998, ASPO publie son premier album Love Potion n°1 sur le label local Total Heaven (disquaire alternatif et label bordelais). Aux sept instrumentaux ska roots qui ouvrent l'album, succèdent huit pistes orientées dub/electro confiées à quelques invités de marque, ingénieurs du son et musiciens :
- Jean-Marc André alias Chinoi (Noir Désir, Mano Negra, Les Négresses Vertes, Les Garçons bouchers, Lofofora, Spook and the Guay...)
- Yves Dubreuil (Improvisators Dub)
- Eddy Da Costa Freitas (Rageous Gratoons)
- Bruno Coq (Mush, Straw Dogs)
- Fred Norguet (Spicy Box, Burning Heads)

En mars 2001, ASPO publie son second album intitulé In The Web Of Love et publié chez Patate Records, qui marque une certaine évolution dans le style musical du groupe. Alors que le premier album était orienté ska et instrumental, ce second opus interprété dans les styles Rocksteady et Early reggae inclut le chant dans la moitié de ses quatorze titres.
Si le style peut varier et évoluer, comme à l'occasion de ce second album, ASPO tient néanmoins à conserver un style « oldies » comme son nom l'indique et à continuer, à travers ses morceaux et chansons, de faire vivre la musique populaire jamaïcaine des années 1960. C'est ce style qui a fait le succès et la particularité d'ASPO et contrebalance la montée en puissance du ska festif en France au début des années 2000. Style qui se retrouve particulièrement illustré sur le premier album du groupe, marqué par les changements de tempo et la place forte occupée par les cuivres, chacun des sept ska instrumentaux laissant libre court à des couplets d'improvisation cuivrés dans la tradition des groupes de l'époque.

## Collaborations
Les membres d'ASPO ont eu l'occasion de jouer avec quelques-uns des grands noms qui les ont directement inspirés pour leur musique, aussi bien de Jamaïque (Skatalites, Ernest Ranglin, Toots & The Maytals, Stanley Beckford, The Gladiators) que des États-Unis (Hepcat, New York Ska-Jazz Ensemble, Morgan Heritage) ou encore du Royaume-Uni (Jazz Jamaica).
ASPO a également accompagné les tournées de deux têtes d'affiches du reggae jamaïcain :
- Alton Ellis : Cette grande figure de la musique jamaïcaine fera une tournée avec ASPO en groupe d'accompagnement, qui mènera à l'enregistrement au printemps 2002 du tout premier album en public d'Alton Ellis : Alton Ellis Live With ASPO: Workin' On A Groovy Thing

- Carl Dawkins : Moins célèbre qu'Alton Ellis, Derrick Morgan ou Desmond Dekker, il accompagna parfois Bob Marley, Peter Tosh ou Bunny Wailer et publia plusieurs singles importants dans les années 1960-70 pour de grands producteurs ("JJ" Johnson, Bunny Lee, Clancy Eccles ou Lee Perry). En 2003, ASPO sera le backing band de la tournée de Carl Dawkins.

## Retour en studio
Après deux années passées à tourner en tant que backing Band d'artistes jamaïcains, ASPO décide de revenir sur ses propres compositions, puis d'enregistrer un nouvel album, composé pour l'essentiel de chansons en chantier depuis plus de deux ans. Romance without Finance, le quatrième album d'ASPO, sort ainsi au printemps 2005 sur le label Belleville International.

## Composition
- Perrine Fifadji - Chant
- Michel Roux - Trompette
- Nicolas Boomsma - Saxophone ténor, Clavier et chœurs
- Francis Passicos - Saxophone ténor
- Baptiste Sibe - Saxophone ténor
- Marc Mouches - Saxophone baryton et soprano
- Dominique Rataud - Trombone
- Arnault Augier - Trombone
- Bertrand Fondraz - Flûte
- Vincent Baribaud - Piano, Orgue et chœurs
- Fred Gallo - Contrebasse
- Thierry Boireau - Guitare
- Emmanuel Arné - Guitare
- Laurent Girard - Basse
- Xavier Fraineau - Batterie
- Frederic Girard - Batterie
- Eddy Da Costa Freitas - Ingénieur du son

## Autour du groupe
Le premier album d'ASPO Love Potion n°1 comporte une chanson intitulée Welcome to the Drunken Boat (en français : Bienvenue au Bateau Ivre) qui est un hommage au bar-concert Pessacais Le Bateau Ivre, lui-même hommage au poème Le Bateau ivre d'Arthur Rimbaud, où le groupe avait l'habitude de se produire à ses débuts, plusieurs membres du groupe étant originaires de cette commune ou y étant domiciliés, et de communes limitrophes comme Talence.